# Valeriu Tabără
Valeriu Tabără (* 1. Juli 1949 in Sălciua, Kreis Alba; † 29. April 2025 in Timișoara, Kreis Timiș) war ein rumänischer Agrarwissenschaftler, Hochschullehrer und Politiker der Partidul Unității Națiunii Române (PUNR), der Partidul Democrat (PD) sowie zuletzt der Partidul Democrat Liberal (PD-L), der unter anderem Mitglied der Abgeordnetenkammer (1992 bis 2000 sowie 2004 bis 2012) und zwischen 1994 und 1996 sowie erneut von 2010 bis 2012 Minister für Landwirtschaft und ländliche Entwicklung war.

## Leben
Valeriu Tabără besuchte das Theoretische Gymnasium in Baia de Arieș und absolvierte anschließend ein Studium im Fach Agrartechnik an der Polytechnischen Universität Timișoara. Während er dort Wissenschaftlicher Assistent war, schloss er 1984 als jüngster Doktorand in der Geschichte der Universität seine Promotion zum Doktor der Agrarwissenschaften ab. Er war Mitglied der Rumänischen Kommunistischen Partei PCR (Partidul Comunist Român) und lehrte nach der Revolution und dem Sturz des Kommunistischen Regimes 1989 als außerordentlicher Professor und sowie ab 1996 als Professor für Phytotechnik/ Pflanzentechnik an der Landwirtschaftlichen und Veterinärmedizinischen Universität des Banat USAMV (Universitatea de Științe Agricole și Medicină Veterinară a Banatului) in Timișoara, die 1990 aus der Polytechnischen Universität Timișoara ausgegliedert wurde.
1991 trat er der Rumänischen Nationalen Einheitspartei (Partidul Unității Națiunii Române) bei und wurde bei der Parlamentswahl am 27. September 1992 erstmals zum Mitglied der Abgeordnetenkammer (Camera Deputaților) gewählt und vertrat in dieser nach seiner Wiederwahl am 3. November 1996 bis zu seiner Niederlage bei der Parlamentswahl am 26. November 2000 den Wahlkreis „Timiș“. Am 18. August 1994 wurde er von Ministerpräsident Nicolae Văcăroiu in dessen Kabinett berufen und war als Nachfolger von Ioan Oancea bis zu seiner Ablösung durch Alexandru Lăpușan am 3. September 1996 Minister für Landwirtschaft und ländliche Entwicklung (Ministerul Agriculturii și Dezvoltării Rurale). Als Nachfolger von Gheorghe Funar wurde er am 4. November 1997 Präsident der PUNR. 2001 trat er der Demokratischen Partei PD (Partidul Democrat) bei und wurde bei der Parlamentswahl am 28. November 2004 im Wahlkreis „Timiș“ abermals zum Mitglied der Abgeordnetenkammer gewählt und gehörte dieser nach seiner Wiederwahl am 30. November 2008 bis zur  Parlamentswahl am 9. Dezember 2012 an. Er war zugleich zwischen 2004 und 2008 Prorektor der USAMV Timișoara, trat 2007 der Demokratisch-Liberalen Partei PD-L (Partidul Democrat Liberal) als Mitglied bei und wurde 2008 Mitglied der Akademie der Wissenschaftler Rumäniens AOȘR (Academia Oamenilor de Știință din România). Er fungierte des Weiteren zeitweise als Präsident der Akademie für Agrarwissenschaften (Academiei de Științe Agricole) und erklärte in dieser Funktion im August 2019, dass fast 70 Prozent der Ackerfläche Rumäniens in einen Wüstenbildungsprozess eingetreten sind, so dass man möglicherweise Feigen, Kiwi, Sesam, Rizinusöl oder Baumwolle produzieren könne und Erdnüsse bereits angebaut werden.
Am 3. September 2010 übernahm Tabără im zweiten Kabinett von Ministerpräsident Emil Boc abermals das Amt als Minister für Landwirtschaft und ländliche Entwicklung und bekleidete dieses Amt bis zum 9. Februar 2012. Im September 2012 unterzog er sich in Timişoara einer Operation am offenen Herzen. Im Dezember desselben Jahres erlitt er einen Autounfall, bei dem er sich beide Beine brach. Im Krankenhaus verkündete er seinen Rücktritt aus der Politik.